# Hryhorij Djadtschenko

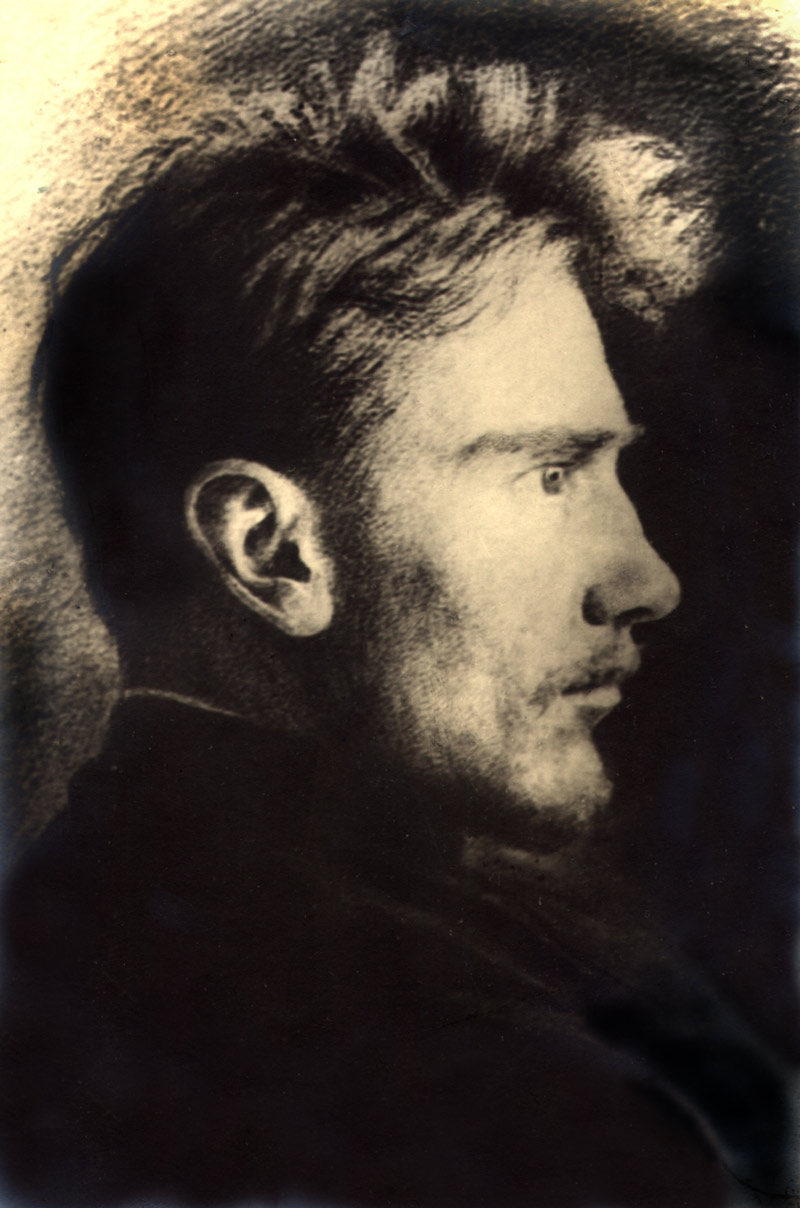
Selbstporträt von Hryhorij Djadtschenko 1892

Hryhorij Kononowytsch Djadtschenko (ukrainisch Григорій Кононович Дядченко, russisch Григорий Кононович Дядченко Grigori Kononowitsch Djadtschenko; * 25. Septemberjul. / 7. Oktober 1869greg. in Kyryliwka, Gouvernement Kiew, Russisches Kaiserreich; † 25. Mai 1921 in Kyryliwka) war ein ukrainischer Maler des Realismus.

## Leben
Hryhorij Djadtschenko kam in Kyryliwka (Кирилівка), dem heutigen Dorf Schewtschenkowe in der ukrainischen Oblast Tscherkassy zur Welt.
Er studierte von 1884 bis 1889 Malerei an der Kiewer Zeichenschule von Mykola Muraschko und von 1884 bis 1889 an der
Kaiserlichen Akademie der Künste in Sankt Petersburg. Von 1894 bis 1919 lehrte er in Kiew Malerei an der Kiewer Zeichenschule und von 1901 an auch an der Kiew Kunsthochschule.
Er lebte im „Schloss Richard Löwenherz“ auf dem Andreassteig in Kiew, wo er 1921 51-jährig starb.
Seine Werke befinden sich heute unter anderem im Nationalen Kunstmuseum der Ukraine, im nach Andrej Scheptyzkyj benannten Nationalmuseum Lwiw und den Kunstmuseen in Poltawa und Charkiw.

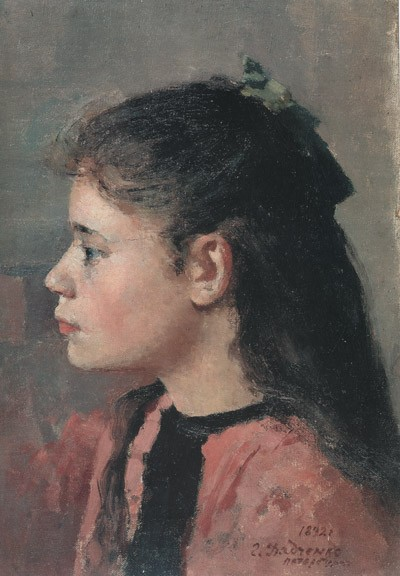
Der Kopf des Mädchens, 1892
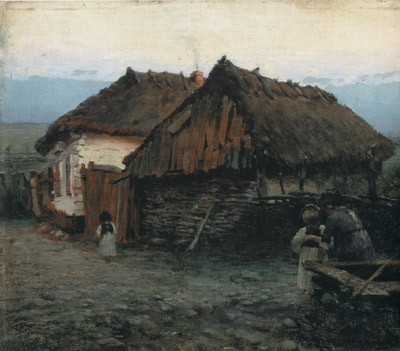
Hof